# Dlouhý pochod 4B
Dlouhý pochod 4B (čínsky: 长征 四号 乙 火箭), známý také jako Chang Zheng 4B (CZ-4B) a Long March 4B (LM-4B), je čínská nosná raketa na kapalné pohonné látky. Jedná se o třístupňovou raketu, která je vypouštěna z kosmodromu Tchaj-jüan a kosmodromu Ťiou-čchüan a využívá se hlavně k vynášení družic na heliosynchronní dráhu Země. Poprvé byla vypuštěna 10. května 1999, kdy vynesla meteorologickou družici FY-1C. K jedinému selhání rakety Dlouhý pochod 4B došlo 9. prosince 2013, během jejího dvacátého startu. Během nehody byla ztracena družice CBERS-3.

## Přehled startů
| Let číslo | Datum a čas (UTC)       | Startovací rampa       | Náklad                                        | Oběžná dráha | Výsledek |
| --------- | ----------------------- | ---------------------- | --------------------------------------------- | ------------ | -------- |
| 1         | 10. května 1999 01:33   | Tchaj-jüan, LA-7       | Fenguyn 1C Shijian 5                          | SSO          | Úspěch   |
| 2         | 14. října 1999 03:15    | Tchaj-jüan, LA-7       | CBERS-1 SACI-1                                | SSO          | Úspěch   |
| 3         | 1. září 2000 03:25      | Tchaj-jüan, LA-7       | Ziyuan II-01                                  | SSO          | Úspěch   |
| 4         | 15. května 2002 01:50   | Tchaj-jüan, LA-7       | Fengyun 1D HaiYang-1A                         | SSO          | Úspěch   |
| 5         | 27. října 2002 03:17    | Tchaj-jüan, LA-7       | Ziyuan II-02                                  | SSO          | Úspěch   |
| 6         | 21. října 2003 03:16    | Tchaj-jüan, LA-7       | CBERS-2 Chuangxin 1-01                        | SSO          | Úspěch   |
| 7         | 8. září 2004 23:14      | Tchaj-jüan, LA-7       | Shijian 6A Shijian 6B                         | SSO          | Úspěch   |
| 8         | 6. listopadu 2004 03:10 | Tchaj-jüan, LA-7       | Ziyuan II-03                                  | SSO          | Úspěch   |
| 9         | 23. října 2006 23:34    | Tchaj-jüan, LA-7       | Shijian 6C Shijian 6D                         | SSO          | Úspěch   |
| 10        | 19. září 2007 03:26     | Tchaj-jüan, LA-7       | CBERS-2B                                      | SSO          | Úspěch   |
| 11        | 25. září 2008 01:15     | Tchaj-jüan, LA-9       | Shijian 6E Shijian 6F                         | SSO          | Úspěch   |
| 12        | 15. prosince 2008 03:22 | Tchaj-jüan, LA-9       | Yaogan 5                                      | SSO          | Úspěch   |
| 13        | 6. října 2010 00:49     | Tchaj-jüan, LA-9       | Shijian 6G Shijian 6H                         | SSO          | Úspěch   |
| 14        | 15. srpna 2011 22:57    | Tchaj-jüan, LA-9       | HaiYang-2A                                    | SSO          | Úspěch   |
| 15        | 9. listopadu 2011 03:21 | Tchaj-jüan, LA-9       | Yaogan 12 Tianxun 1                           | SSO          | Úspěch   |
| 16        | 22. prosince 2011 03:26 | Tchaj-jüan, LA-9       | Ziyuan I-02C                                  | SSO          | Úspěch   |
| 17        | 9. ledna 2012 03:17     | Tchaj-jüan, LA-9       | Ziyuan 3-01 VesselSat-2                       | SSO          | Úspěch   |
| 18        | 10. května 2012 07:06   | Tchaj-jüan, LA-9       | Yaogan 14 Tiantuo 1                           | SSO          | Úspěch   |
| 19        | 25. října 2013 03:50    | Ťiou-čchuan LA-4/SLS-2 | Shijian 16-01                                 | LEO          | Úspěch   |
| 20        | 9. prosince 2013 03:26  | Tchaj-jüan, LA-9       | CBERS-3                                       | SSO          | Neúspěch |
| 21        | 19. srpna 2014 03:15    | Tchaj-jüan, LA-9       | Gaofen 2 BRITE-PL2 (Heweliusz)                | SSO          | Úspěch   |
| 22        | 8. září 2014 03:22      | Tchaj-jüan, LA-9       | Yaogan 21 Tiantuo 2                           | SSO          | Úspěch   |
| 23        | 7. prosince 2014 03:26  | Tchaj-jüan, LA-9       | CBERS-4                                       | SSO          | Úspěch   |
| 24        | 27. prosince 2014 03:22 | Tchaj-jüan, LA-9       | Yaogan 26                                     | SSO          | Úspěch   |
| 25        | 26. června 2015 06:22   | Tchaj-jüan, LA-9       | Gaofen 8                                      | SSO          | Úspěch   |
| 26        | 8. listopadu 2015 07:06 | Tchaj-jüan, LA-9       | Yaogan 28                                     | SSO          | Úspěch   |
| 27        | 30. května 2016 03:17   | Tchaj-jüan, LA-9       | Ziyuan 3-02 ÑuSat-1 "Fresco" ÑuSat-2 "Batata" | SSO          | Úspěch   |
| 28        | 29. června 2016 03:21   | Ťiou-čchuan LA-4/SLS-2 | Shijian 16-02                                 | LEO          | Úspěch   |
| 29        | 15. června 2017 03:00   | Ťiou-čchuan LA-4/SLS-2 | HXMT ÑuSat-3 "Milanesat" Zhuhai-1             | LEO          | Úspěch   |
| 30        | 31. července 2018 03:00 | Tchaj-jüan, LA-9       | Gaofen 11-01                                  | SSO          | Úspěch   |
| 31        | 24. října 2018 22:      | Tchaj-jüan, LA-9       | Haiyang-2B                                    | SSO          | Úspěch   |
| 32        | 29. dubna 2019 22:52    | Tchaj-jüan, LA-9       | Tianhui-2-01A Tianhui-2-01B                   | SSO          | Úspěch   |
| 33        | 12. září 2019 03:26     | Tchaj-jüan, LA-9       | Ziyuan I-02D                                  | SSO          | Úspěch   |
| 34        | 3. listopadu 2019 03:22 | Tchaj-jüan, LA-9       | Gaofen 7 Xiaoxiang 1-08                       | SSO          | Úspěch   |
| 35        | 20. prosince 2019 03:22 | Tchaj-jüan, LA-9       | CBERS-4A ETRSS-1                              | SSO          | Úspěch   |
| 36        | 3. července 2020 03:10  | Tchaj-jüan, LA-9       | Gaofen Multi-Mode BY-70-2                     | SSO          | Úspěch   |
| 37        | 25. července 2020 03:13 | Tchaj-jüan, LA-9       | Ziyuan 3-03 Tianqi 10 NJU-HKU 1               | SSO          | Úspěch   |
| 38        | 7. září 2020 05:57      | Tchaj-jüan, LA-9       | Gaofen 11-02                                  | SSO          | Úspěch   |
| 39        | 21. září 2020 05:40     | Ťiou-čchuan LA-4/SLS-2 | Haiyang-2C                                    | LEO          | Úspěch   |
| 40        | 27. září 2020 03:23     | Tchaj-jüan, LA-9       | Huanjing-2A Huanjing-2B                       | SSO          | Úspěch   |
| 41        | 8. dubna 2021 23:01     | Tchaj-jüan, LA-9       | Shijian 6-03                                  | SSO          | Úspěch   |
| 42        | 19. května 2021 04:03   | Ťiou-čchuan LA-4/SLS-2 | Haiyang 2D                                    | LEO          | Úspěch   |